# Logopædi
Logopædi (af græsk: logos og paideia) eller talepædagogik er læren om diagnosticering og behandling af sprog- og taleproblemer som f.eks. stammen. Logopædien er som videnskab tværfaglig, idet den udover selve logopædien bygger på både lingvistik, fonetik, psykologi og neurologi. En person, der er uddannet i logopædi kaldes en logopæd, men betegnes ofte blot talepædagog.
Oprindeligt var logopædiuddannelsen en overbygning, som folkeskolelærere kunne læse ved Danmarks Lærerhøjskole, men siden 1982 har den været en del af audiologopædiuddannelsen ved Københavns Universitet. Siden 2002 har Syddansk Universitet desuden udbudt en bacheloruddannelse i logopædi.